# De Knĳp
De Knĳp – wieś w Holandii, w prowincji Groningen, w gminie Eemsmond. 